# Züri Fäscht
Das Züri Fäscht ist das Stadtfest von Zürich, das alle drei Jahre am ersten Juli-Wochenende in der Innenstadt und rund um das Zürcher Seebecken stattfindet. Es ist das weitaus grösste Schweizer Volksfest und lockt während drei Tagen jeweils bis zu 2½ Millionen Leute an.

## Veranstaltungen
Das Fest bietet neben den halbstündigen Feuerwerken am Freitag und Samstag um 22:30 Uhr zahlreiche Veranstaltungen, verschiedene Openair-Bühnen sowie Jahrmärkte am Bürkliplatz und am Bellevue. Über dem See werden traditionell verschiedene Flugvorführungen geboten. Im Wasser entlang des Seeufers und der Limmat werden Attraktionen gezeigt und Wettkämpfe durchgeführt.
2007 und 2010 fand gleichzeitig das Touch the Lake statt, ein Hip-Hop- und House-Festival.
Im Rahmen des Züri Fäschts wurde am 6. Juli 2013 der Weltrekord für die "Grösste Parade von Elektrofahrzeugen" gebrochen, was einen Eintrag im Guinness-Buch der Rekorde brachte. Der Rekord wurde jedoch wenige Jahre später bereits von anderen Veranstaltungen übertroffen und ist somit nicht mehr aktuell.
Es wurden zuletzt jeweils drei grosse Feuerwerke über Zürich hochgeschossen: eines am Freitag und zwei am Samstag. Die Feuerwerke am Samstagabend, wurden jeweils von rund zwei Millionen Zuschauer vor Ort direkt mitverfolgt.
Aus Umweltschutzgründen wird es 2023 keine Flugshow mehr geben – eine Auflage der Stadt Zürich für ihre finanzielle Unterstützung. Auch beim Feuerwerk sollen umweltfreundliche Alternativen geprüft werden.
2019 fand erstmals eine Drohnenshow statt. Hierzu wurden 150 Drohnen in der Nacht über dem Zürichsee in Formationsflug positioniert und die installierten Lichteffekte per Funksteuerung angesteuert. 2023 wurde die Drohnenshow ausgebaut. Nun fanden drei Drohnenshows mit je 300 Drohnen statt.
2023 wurde erstmals ein Recyclingkonzept entwickelt, um die Abfallberge zu reduzieren. So wurde ein Depot-System eingeführt für PET-Flaschen und Aludosen. Brachte man die leeren Behälter samt Jeton zurück, bekam man zwei Franken des Verkaufspreises zurück. Ein paar Wochen nach dem Züri Fäscht 2023 gab das ERZ bekannt, dass es dieses Jahr gesamthaft 55 Tonnen an Wertstoffen recycelt hat, was dem fünffachen von 2019 beträgt. Darunter sind auch etwa 900'000 Alu-Dosen und 300'000 PET-Getränkeflaschen. So konnte die Kehrichtmenge um 20 % reduziert werden.

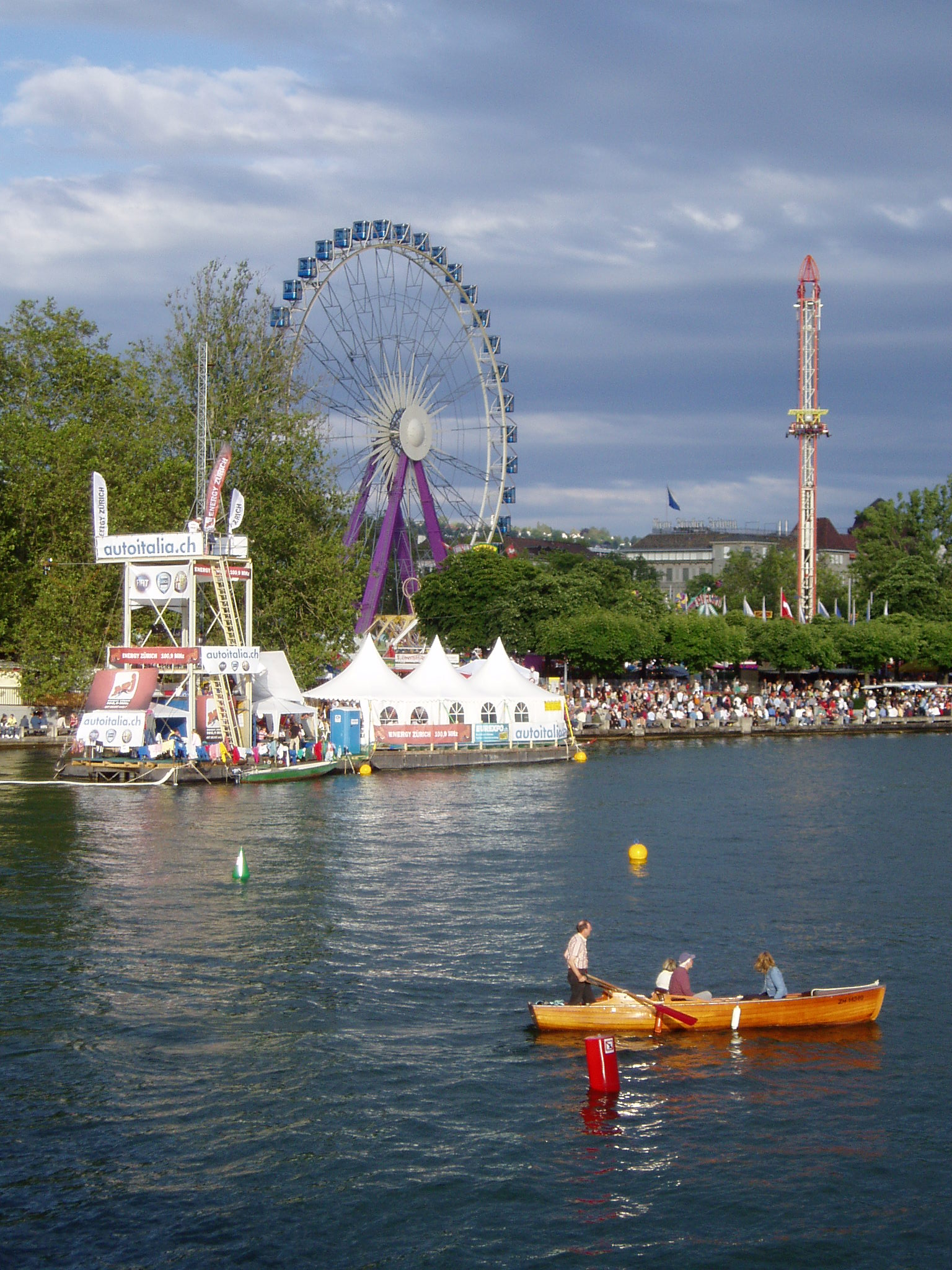
Züri Fäscht 2004 – Festtreiben am Utoquai
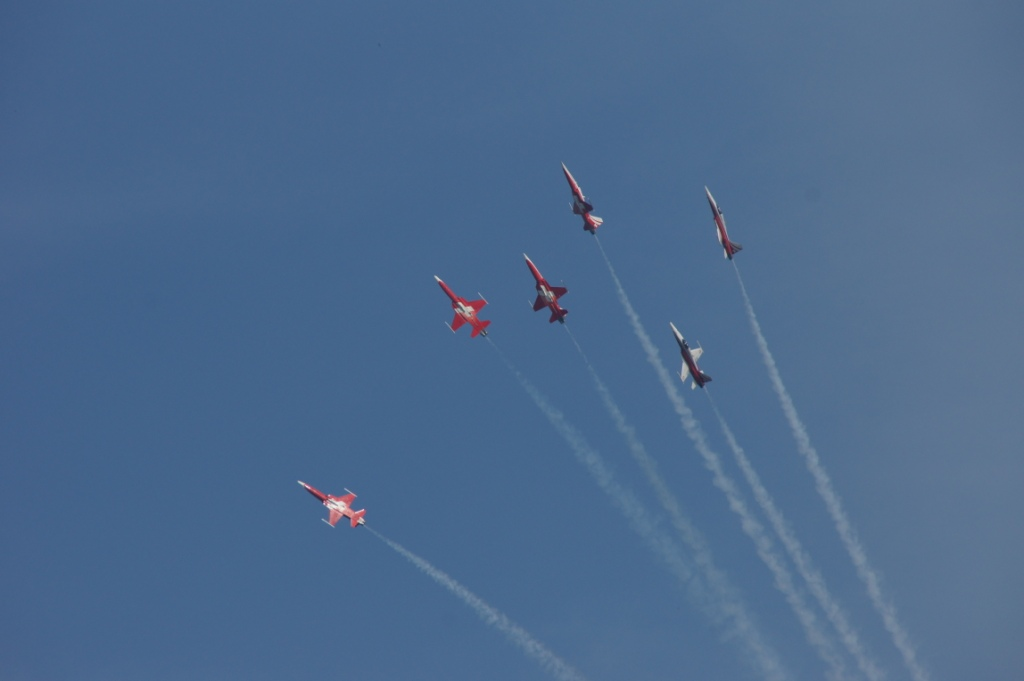
Patrouille Suisse am Züri Fäscht 2010
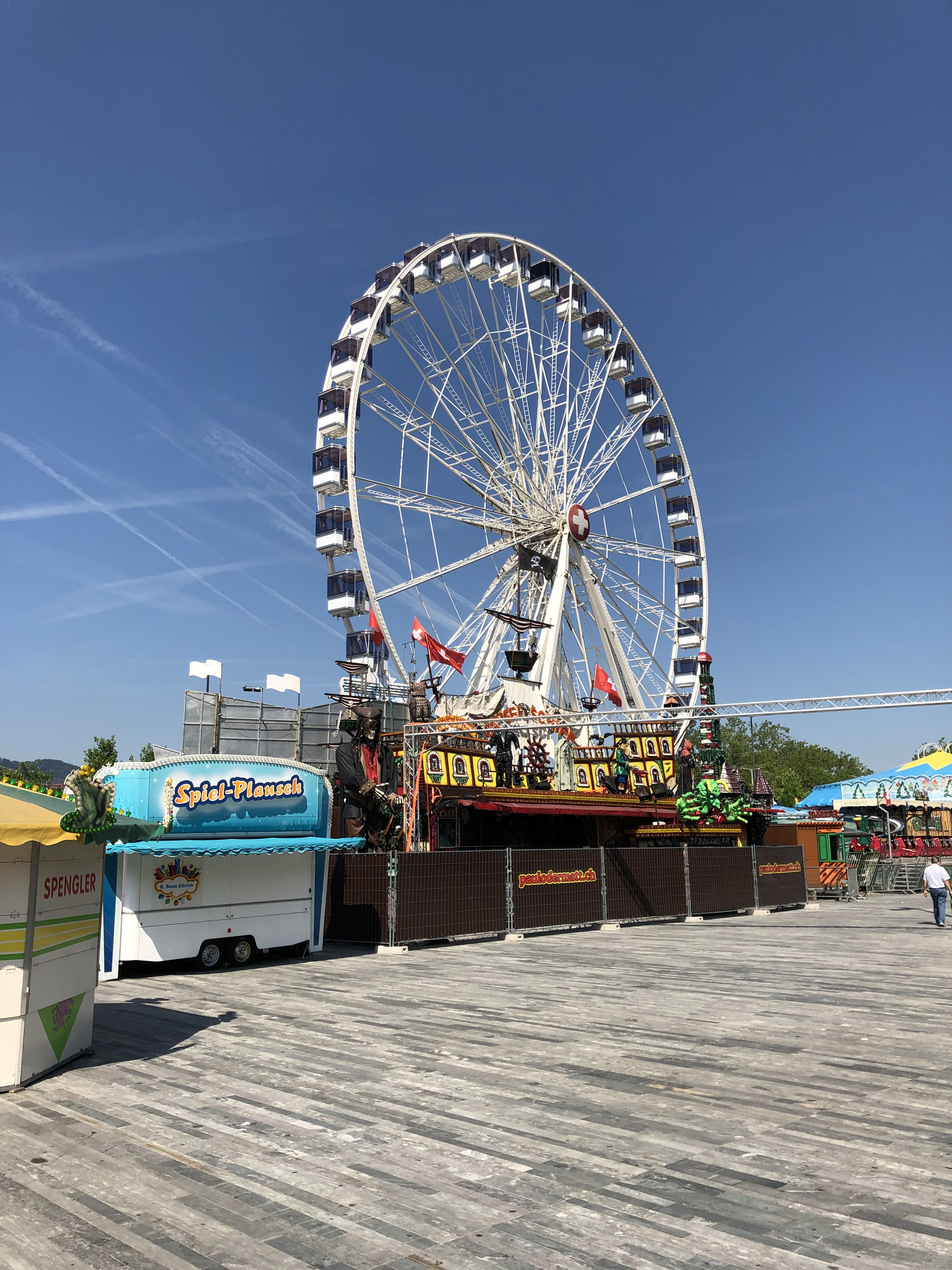
Riesenrad 2019
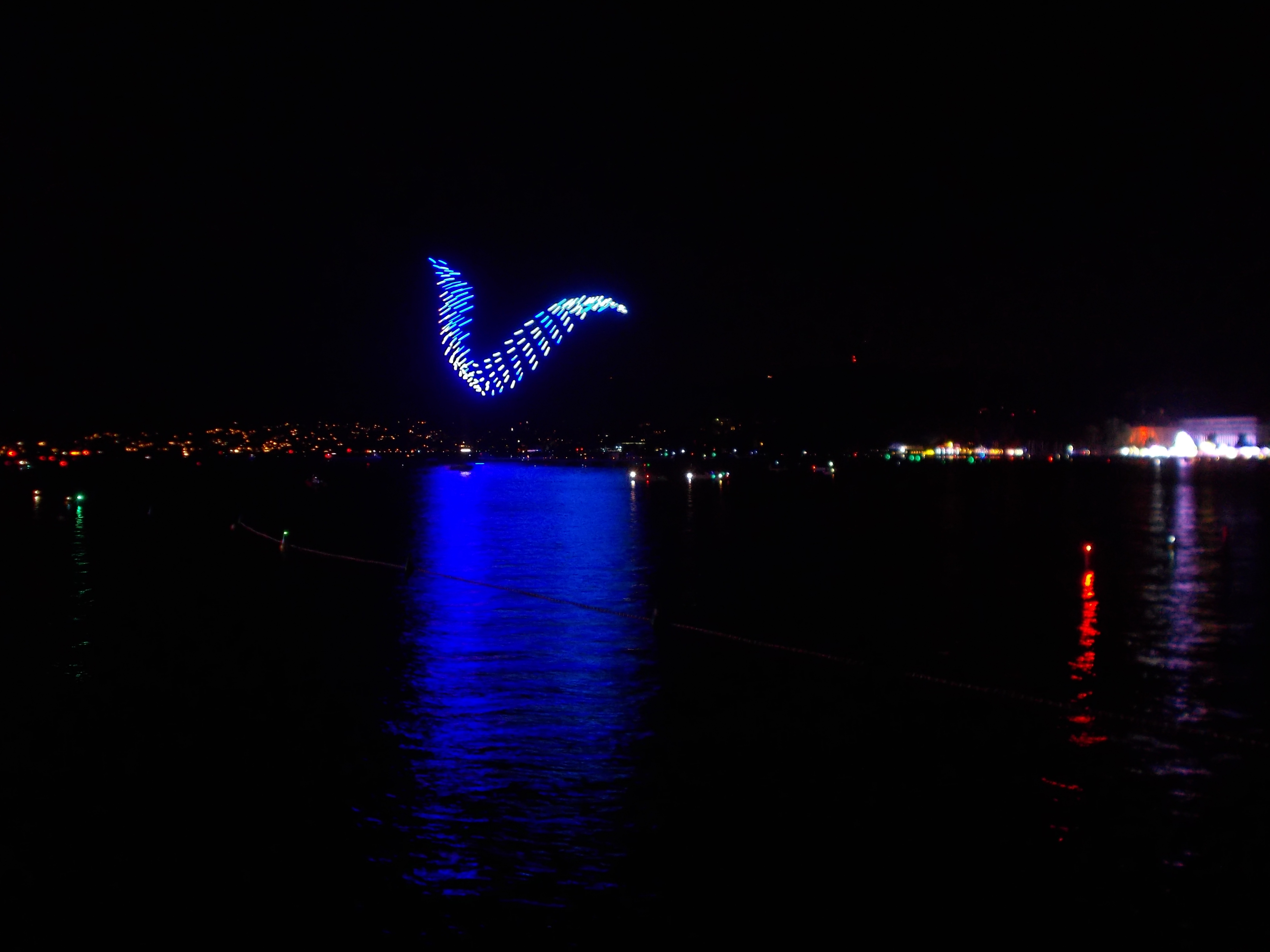
Drohnenshow 2019

## Öffentlicher Verkehr
Das Netz des Zürcher Verkehrsverbunds (ZVV) ist während des Züri Fäschts Tag und Nacht in Betrieb. Sämtliche Linien im ZVV-Gebiet, Schifffahrt ausgenommen, verkehren rund um die Uhr. Es werden alle Haltestellen und Bahnhöfe im Verbundgebiet, welche nicht von der Sperrung tangiert sind, angefahren.
Die Schweizerischen Bundesbahnen stellen zahlreiche Extrazüge von und nach Zürich zur Verfügung und erhöhen bei vielen Zügen von und nach Zürich HB die Fahrgastkapazität. Es werden auch Nachtzüge ab Zürich HB angeboten.
Neben dem Bahnhof Zürich HB sind auch die Bahnhöfe Zürich Stadelhofen, Zürich Enge, Zürich Wiedikon und Zürich Tiefenbrunnen wichtige ÖV-Drehscheiben.

## Geschichte
Den Ursprung hat es in einem Jubiläumsfest 1951, als man den Beitritt von Zürich zur Eidgenossenschaft vor 600 Jahren feierte. 1953 und 1956 wurde das Fest – dieses Mal ohne besonderen Anlass – wiederholt. 1961 entschied sich der Stadtrat gegen eine Wiederholung. Ab 1976 gab es alle drei Jahre ein «Seenachtsfäscht» und im Jahr 1986 zusätzlich ein grosses «Züri Fäscht», als das 2000-jährige Bestehen von Zürich gefeiert wurde. Zum 700-jährigen Jubiläum der Eidgenossenschaft wurde 1991 ein Trägerverein gegründet.
| Jahr | Besucher       |
| ---- | -------------- |
| 2019 | 2,5 Millionen  |
| 2016 | 2,0 Millionen  |
| 2013 | 2,3 Millionen  |
| 2010 | 2,0 Millionen  |
| 2007 | 2,1 Millionen  |
| 2004 | 1,8 Millionen  |
| …    |                |
| 1998 | >1,5 Millionen |
| …    |                |
| 1991 | 1,5 Millionen  |

Im Jahr 2019 wurde mit 2.5 Millionen ein neuer Besucherrekord erreicht.

### Ende des Züri Fäscht
Am 16. November 2023 gab der Verein Zürcher Volksfeste, der Organisator des Anlasses, bekannt, dass das Züri Fäscht in seiner bisherigen Form eingestellt werde. Die Entscheidung, die Partnerschaft mit der Stadt Zürich Ende 2024 zu beenden, wurde durch verschiedene Faktoren beeinflusst, wozu strengere Auflagen und Verbote von Attraktionen wie Flugshow zählen:
- Zunehmende Komplexität bei der Nutzung des öffentlichen Raums: Das Festival sah sich mit wachsenden Herausforderungen bei der Verwaltung öffentlicher Räume konfrontiert, deren Wahrnehmung und Nutzung sich im letzten Jahrzehnt verändert haben.
- Steigende Regulierungsanforderungen: Das Festival erlebte einen Anstieg regulatorischer Anforderungen, was die Betriebskosten und -komplexität erheblich erhöhte.
- Abnehmende gesellschaftliche Akzeptanz: Es gab einen spürbaren Rückgang der öffentlichen und politischen Toleranz gegenüber Großveranstaltungen, die das Stadtleben beeinträchtigen, einschließlich Störungen des öffentlichen Verkehrs, Lärmpegel, Grünflächen und Abfallmanagement.
- Finanzielle und operative Einschränkungen: Mit dem derzeitigen Konzept des Festivals stiess das Organisationskomitee an die Grenzen seiner finanziellen und operativen Möglichkeiten.
- Bedarf an Neukonzeption: Der Verein Zürcher Volksfeste und der Zürcher Stadtrat erkannten die Notwendigkeit einer grundlegenden Neukonzeption des Stadtfestformats, um es an die aktuellen Erwartungen und Vorschriften anzupassen.

Trotz bedeutender Fortschritte in Sicherheit und Nachhaltigkeit sowie der erfolgreichen Umsetzung dieser Maßnahmen beim Züri Fäscht 2019 und 2023 erwiesen sich die organisatorischen Anstrengungen als unzureichend, um die zusätzlichen neuen Herausforderungen zu bewältigen. Das positive Feedback der Festivalbesucher in den letzten Jahren hob die Beliebtheit der Veranstaltung hervor, doch das Komitee erkannte, dass es nicht der richtige Partner für die erforderliche Überarbeitung war.